# Nyctemera horites
Nyctemera horites là một loài bướm đêm thuộc phân họ Arctiinae, họ Erebidae.